# 開封UFO殘片事件
開封UFO殘片事件是中華人民共和國發生的一系列不明飛行物事件，起點於1990年6月23日凌晨3時02分，一排列狀不明光點出現於開封夜空30多秒，湖北的石首和河南的寶豐、長葛、鄭州、沁陽、駐馬店、洛陽等地多人看見。當地媒體稱為開封6·23飛碟事件，後續多年央視也追蹤此一事件並提出調查。

## 殘片
本事件特別之處在於疑似有「物證」。當時有巡防隊員看見磚塔街24號院有物體墜入，並用對講機通訊，當地派出所副所長徐曉趕往當地，發現房主邢志軍正拿一個怪異殘片在觀看，顯示表面溫度並不高。
殘片長約50釐米，寬8-11釐米，中間為兩三釐米厚的脊梁，兩側為薄邊，重六七斤，成瓦片狀。房主表示物體落下速度極大，砸斷椿樹枝後又砸彎下方一輛腳踏車的骨架，當時其弟邢志祥正在旁邊。之後該碎片由公安局拿回去拍照檢查，中國UFO研究會會員張衛民當時是河南大學化學系大三學生，次日在《開封日報》看見此事報導後積極前往調查，接待他的市公安李科長當時認為這是一個飛機故障事件，該零件是飛機掉落，於是敘述其表面有金屬熔化之後濺射附著凝固的痕跡，證明當時該機械發生了爆炸事故。該物體似乎耐熱度很高，連氧炔焰機都無法融化其一點，但可以用機械力敲下一小塊。李科長將殘片借給張衛民檢驗。
張衛民立即趕到洛陽，在中國UFO研究會洛陽分會會員的幫助下，找到洛陽725研究所高級工程師徐國照，用當時日本生産的JSM—35C型掃描鏡進行了分析。分析表明該殘片無放射性，所含元素品質百分率為：鋁89.03%、鎂6.84%、硅3.83%、鋅0.30%等。徐認為僅從分析上看，無法斷定該殘片是不是外星人製造。之後他前往開封空軍機場訪問機械師王福玉並出示殘片和報告，王認為該殘片不像飛機上的東西，且它的材料比飛機上的好。而公安局詢問飛行主管機關，初步得知當天沒有飛機事故事件，民用或軍用都沒有。
第二年張衛民追蹤發現，被砸斷樹枝的椿樹並沒發芽，幾個月後，椿樹已經乾枯，但該碎片沒有輻射所以成因怪異。央視事後報導調查過此事，但方向為否定外星人事件的立場，其將碎片送往中國運載火箭技術研究院鑑定成分與之前洛陽鑑定一致，但表示該材料製造技術並不先進，目前科技可以製出，所以不可能是外星先進文明，其結構也看似可以用於飛機或太空機具，因此偏向是某飛行器或太空機械零件，這也是首次有所謂「外星碎片」影像於央視節目中播放。
但UFO研究會認為事件可疑之處還是甚多，不明飛行物從湖北石首飛到開封，兩地相距590公里，飛行用了3分鐘。在湖北人們看到它時還一直變換姿態飛行，無法用人類飛機或太空機械墜毀的過程來解釋。

## 房主奇遇
之後張還後續調查1992年邢志祥自述遇到的一件怪事，1991年11月份一天他感覺身體不適，但當時離飛碟事件已經一年多所以沒有聯想。因為他是鄭州國棉五廠細紗車間的工人，回單位看病可報銷，所以急趕往當地看病。在路上他就處於半昏迷狀態，忍著趕到廠門口才昏倒，被工人抬到鄭州市中醫院，發現他大面積腦出血且已救治無望，當即就下病危通知。但他在半昏迷中看到兩個兩米多高的人，穿著白衣向他走過來要把他帶走，他敘述他們臉是灰色的，眉目看不清楚但明顯不是人類，他迷糊中說著家中還有很多事不能走，那兩人也就不將他帶走，“外星人”走後邢志祥再也沒有昏迷，又在醫院住了一段時間痊癒出院，他深信自己被那兩人治好。
邢志祥當年的住院病歷還在，當時他的確得腦溢血，醫生則認為他的外星人故事是瞎編或是昏迷中的幻覺。